# François Pollet
François Pollet (1516 à Douai - 1547 à Douai) fut un jurisconsulte d'un savoir profond.

## Biographie
L'université de Douai n'étant créée qu'en 1563, François Pollet commence ses études à Louvain principalement sur la jurisprudence.
Il enseigne à Paris puis revient à Douai où il se marie et y exerce le métier d'avocat.